# راديفويي أوغنيانوفتش
راديفويي أوغنيانوفتش (مواليد 1 يوليو 1933) هو لاعب كرة قدم. يلعب مع منتخب يوغوسلافيا لكرة القدم. سبق له أن لعب في كأس العالم لكرة القدم مع منتخب بلاده.

## روابط خارجية
- راديفويي أوغنيانوفتش على موقع الاتحاد الدولي (مؤرشف)  (الإنجليزية)
- راديفويي أوغنيانوفتش على موقع قاعدة بيانات كرة القدم.إي يو (الإنجليزية)
- راديفويي أوغنيانوفتش على موقع ناشيونال فوتبول تيمز (الإنجليزية)
- راديفويي أوغنيانوفتش على موقع Soccerway.com (الإنجليزية)
- راديفويي أوغنيانوفتش على موقع عالم كرة القدم.نت (الإنجليزية)
- راديفويي أوغنيانوفتش على موقع أوليمبيديا (الإنجليزية)